# Стюарт, Антеа
Антеа Дорин Стюарт (до замужества — Аллин) (англ. Anthea Dorine Stewart (Allin), 20 ноября 1944, Блантайр, Ньясаленд) — южноафриканская и зимбабвийская хоккеистка (хоккей на траве), полевой игрок, тренер. Олимпийская чемпионка 1980 года.

## Биография
Антеа Стюарт родилась 20 ноября 1944 года в городе Блантайр в Ньясаленде (сейчас Малави).
Совмещала игровую и тренерскую карьеру. В 1963—1974 годах провела 25 матчей за женскую сборную ЮАР по хоккею на траве.
В 1980 году вошла в состав женской сборной Зимбабве по хоккею на траве на летних Олимпийских играх в Москве и завоевала золотую медаль. Играла в поле, провела 1 матч, мячей не забивала.
Живёт в Хараре.

## Семья
Замужем за Робом Стюартом, который выступал за Родезию в прыжках в воду.
Сын Антеа Стюарт Эван Стюарт (род. 1975) — также прыгун в воду, представлял Зимбабве на летних Олимпийских играх 1992, 1996 и 2000 годов.